# Episodi di What We Do in the Shadows (prima stagione)
La prima stagione della serie televisiva What We Do in the Shadows, composta da 10 episodi, è stata trasmessa negli Stati Uniti d'America dall'emittente FX dal 27 marzo al 29 maggio 2019.
In Italia, la stagione è andata in onda su Fox, canale satellitare a pagamento di Sky, dal 31 ottobre al 26 dicembre 2019. In chiaro, è stata trasmessa dal 27 gennaio al 24 febbraio 2020 su Rai 4.
| N. | Titolo originale     | Titolo italiano         | Prima TV originale | Prima TV Italia  |
| -- | -------------------- | ----------------------- | ------------------ | ---------------- |
| 1  | Pilot                | Vampiri A Staten Island | 27 marzo 2019      | 31 ottobre 2019  |
| 2  | City Council         | Il Consiglio Comunale   | 3 aprile 2019      | 31 ottobre 2019  |
| 3  | Werewolf Feud        | Vampiri vs Mannari      | 10 aprile 2019     | 7 novembre 2019  |
| 4  | Manhattan Night Club | Notte a Manhattan       | 17 aprile 2019     | 14 novembre 2019 |
| 5  | Animal Control       | Protezione animali      | 24 aprile 2019     | 21 novembre 2019 |
| 6  | Baron's Night Out    | L'uscita del barone     | 1º maggio 2019     | 28 novembre 2019 |
| 7  | The Trial            | Il processo             | 8 maggio 2019      | 5 dicembre 2019  |
| 8  | Citizenship          | La cittadinanza         | 15 maggio 2019     | 12 dicembre 2019 |
| 9  | The Orgy             | L'orgia                 | 22 maggio 2019     | 19 dicembre 2019 |
| 10 | Ancestry             | Origini                 | 29 maggio 2019     | 26 dicembre 2019 |

## Vampiri A Staten Island
- Titolo originale: Pilot
- Diretto da: Taika Waititi
- Scritto da: Jemaine Clement

### Trama
Quattro vampiri vivono nella stessa casa a Staten Island: Nandor l'Implacabile, auto-nominato leader del gruppo; Laszlo e Nadja, una coppia sposata; e Colin Robinson, uno psico-vampiro che lavora in un ufficio e prosciuga gli umani della loro energia annoiandoli o irritandoli. La sua presenza spesso infastidisce gli altri vampiri. Insieme a loro vivono i loro famigli, tra cui Guillermo, che serve Nandor da dieci anni e spera un giorno di diventare un vampiro. Nadja è convinta di aver ritrovato il suo ex amante, Gregor (reincarnatosi in un umano di nome Jeff) che è stato decapitato in tutte le sue vite precedenti. Nandor riceve una lettera e annuncia ai coinquilini l'arrivo del Barone Afanas, un antico vampiro del vecchio continente. Al suo arrivo, il Barone annuncia il suo piano di conquista dell'occidente.
- Ascolti USA: 617.000 telespettatori[2]

## Il Consiglio Comunale
- Titolo originale: City Council
- Diretto da: Jemaine Clement
- Scritto da: Paul Simms

### Trama
I vampiri intraprendono la prima fase del loro piano di conquista: prendere il controllo di Staten Island. Partecipano alle riunioni del consiglio comunale cercando di convincere il sindaco e i membri del consiglio, ma il piano fallisce quando Nandor tenta di minacciarli. Laszlo va a parlare con il sindaco a casa sua e prova a convicerla ad arrendersi, uccidendo i procioni che le stavano mangiando l'immondizia e lasciando i loro cadaveri sulla veranda. Intanto, Nandor ipnotizza il principale avversario politico del sindaco, facendolo reagire violentemente alla riunione successiva, il che porta all'arresto dell'uomo. Nadja segue Jenna, una giocatrice di ruolo vergine, e la trasforma in un vampiro dopo averla vista maltrattata dagli altri membri del gruppo.
- Ascolti USA: 658.000 telespettatori[3]

## Vampiri vs Mannari
- Titolo originale: Werewolf Feud
- Diretto da: Jemaine Clement
- Scritto da: Josh Lieb

### Trama
Laszlo trova dell'urina di lupo mannaro sul suo giardino topiario e piazza delle trappole, scatenando una faida con i licantropi. In conformità con un patto del 1993, Nandor sfida a duello il campione del branco di lupi mannari, e vince gettando dal tetto un giocattolo da masticare. Intanto, in ufficio Colin Robinson compete con Evie, un vampiro emotivo che si nutre della compassione dei colleghi raccontado loro storie deprimenti o traumatiche. I due decidono di collaborare e intraprendono anche una breve relazione sentimentale.
- Ascolti USA: 305.000 telespettatori[4]

## Notte a Manhattan
- Titolo originale: Manhattan Night Club
- Diretto da: Jemaine Clement
- Scritto da: Tom Scharpling

### Trama
I vampiri tentano di allearsi con Simon il Subdolo, il capo dei vampiri di Manhattan, affinché li aiuti nel loro piano di conquista. Laszlo insiste nell'indossare un cappello fatto di pelle di strega. Secondo Nadja, il cappello è maledetto, infatti Laszlo subisce diversi incidenti. Al suo nightclub, Simon accetta di allearsi con gli altri, a condizione che Laszlo gli dia il cappello. Dopo averlo ottenuto, Simon li sbatte fuori, e il nightclub esplode subito dopo. Guillermo continua a sentirsi poco apprezzato; per farsi perdonare, Nandor gli fa sorvolare la città ma per sbaglio lo fa cadere, facendolo finire in ospedale. Laszlo recupera il cappello da Simon, anche lui in ospedale. Intanto, Jenna continua la sua trasformazione in vampiro.
- Ascolti USA: 439.000 telespettatori[5]

## Protezione animali
- Titolo originale: Animal Control
- Diretto da: Jackie van Beek
- Scritto da: Duncan Sarkies

### Trama
Rientrando a casa dopo una caccia insieme a Nadja, Laszlo decide di tormentare Phil, il nuovo vicino, dopo essersi trasformato in un pipistrello, ma viene colpito con una scopa dalla fidanzata di Phil e portato in un rifugio per animali. Nandor, Guillermo e Colin Robinson lo seguono per cercare di salvarlo. Dopo aver accidentalmente liberato un pipistrello rabbioso, Nandor si lascia catturare trasformandosi in un cane, ma viene messo in gabbia anche lui. Intanto, Nadja va a trovare Jeff (Gregor), e insieme vanno a un luna park. Spazientita, Nadja gli fa ricordare le sue vite passate. I due festeggiano, ma Nadja lo lascia per salvare Laszlo e Nandor (cosa che le riesce facilmente), e Jeff viene arrestato.
- Ascolti USA: 320.000 telespettatori[6]

## L'uscita del barone
- Titolo originale: Baron's Night Out
- Diretto da: Jackie van Beek
- Scritto da: Iain Morris

### Trama
Il Barone Afanas si sveglia e ordina agli altri vampiri di fargli visitare la città. Stanchi delle idee antiquate del Barone, i quattro decidono di ucciderlo. Il gruppo passa la notte in diversi bar e nightclub; bevono il sangue di alcuni drogati, e il Barone assaggia una fetta di pizza (con risultati disastrosi, dato che i vampiri vomitano violentemente dopo aver ingerito cibo umano). Una volta rientrato a casa al mattino, il Barone viene ucciso dalla luce del sole quando Guillermo apre la porta d'ingresso.
- Ascolti USA: 418.000 telespettatori[7]

## Il processo
- Titolo originale: The Trial
- Diretto da: Taika Waititi
- Scritto da: Jemaine Clement

### Trama
Nandor, Nadja e Laszlo devono presentarsi davanti al Consiglio Vampirico per la morte del Barone, ma non ricordano nulla della notte precedente dopo aver ingerito il sangue di alcuni drogati. Al processo, Guillermo confessa di aver ucciso il Barone, ma il consiglio non gli crede. Nandor si prende la colpa, e viene condannato a morte per esposizione alla luce del sole insieme a Nadja e Laszlo. I tre vampiri vengono messi in un pozzo in attesa dell'alba, ma Colin Robinson e Guillermo li salvano coprendoli con un ombrellone.
- Ascolti USA: 527.000 telespettatori[8]

## La cittadinanza
- Titolo originale: Citizenship
- Diretto da: Jason Woliner
- Scritto da: Stefani Robinson

### Trama
Nadja fa da mentore a Jenna (che ha completato la transizione) su come vivere da vampiro. Jenna scopre che il suo superpotere è l'invisibilità, e uccide la sua prima vittima. Nandor scopre che il suo Paese d'origine non esiste più, e, dietro suggerimento di Guillermo, fa domanda per ottenere la cittadinanza americana, ma fallisce a causa della sua scarsa conoscenza degli Stati Uniti e perché non riesce a pronunciare il giuramento di fedeltà (la sua bocca prende fuoco quando pronuncia la parola "Dio").
- Ascolti USA: 522.000 telespettatori[9]

## L'orgia
- Titolo originale: The Orgy
- Diretto da: Jason Woliner
- Scritto da: Marika Sawyer

### Trama
I vampiri preparano la biennale orgia per vampiri; l'evento deve andare perfettamente, poiché un'orgia male organizzata porta eterna umiliazione. Laszlo trova in soffitta la sua vecchia collezione di film porno a tema vampiresco, in cui lui stesso ha recitato, ma si offende quando Nadja confessa di trovarli noiosi. Laszlo dichiara il suo amore per Nadja davanti agli ospiti; ciò rovina l'atmosfera dell'orgia e tutti se ne vanno.
- Ascolti USA: 434.000 telespettatori[10]

## Origini
- Titolo originale: Ancestry
- Diretto da: Taika Waititi
- Scritto da: Jemaine Clement & Stefani Robinson & Tom Scharpling & Paul Simms

### Trama
Guillermo fa analizzare il DNA dei vampiri per scoprire le loro origini. Laszlo e Nadja non se ne interessano, mentre Nandor scopre di avere più di duecentomila discendenti in vita, tra cui una donna di 94 anni che vive a Staten Island. Nandor le fa visita affacciandosi in volo alla sua finestra, causandole un fatale attacco di cuore. Nandor obbliga gli altri vampiri a partecipare al suo funerale in una chiesa, ma Nadja e Laszlo escono di corsa dopo aver preso fuoco. Nadja chiama il nome di Gregor, il quale fugge dal centro psichiatrico in cui era stato rinchiuso e la raggiunge a casa. I due vengono sorpresi da Laszlo, che rivela di avere ucciso Gregor in tutte le sue vite precedenti. Laszlo dichiara il suo amore per Nadja, e Gregor si fa da parte, ma nell'andarsene viene decapitato da un cavo teso in mezzo al giardino da Laszlo (che lo stava utilizzando per realizzare una scultura a forma di Nadja). Guillermo scopre di essere un discendente di Van Helsing, e si chiede se sia destinato a uccidere i quattro vampiri.
- Ascolti USA: 427.000 telespettatori[11]